# 임의 슬라이스 정렬
임의 슬라이스 정렬(영어: Arbitrary slice ordering, ASO)는 에러에 대한 내성을 증가시키기 위하여 사용되는 기법으로서, 한 프레임(frame)안에 있는 매크로 블록(macroblock)이 전송되는 순서를 바꿔주는 기법을 의미한다. 이 기법은 H.264/MPEG-4 AVC의 baseline profile에서 채용되었다.

## 같이 보기
- AVCHD
- 영상 코덱